# Orecturus bracatus
Orecturus bracatus is een eenoogkreeftjessoort uit de familie van de Asterocheridae. De wetenschappelijke naam van de soort is voor het eerst geldig gepubliceerd in 1963 door Stock & Kleeton.